# Hylaeus rudbeckiae
Hylaeus rudbeckiae är en biart som först beskrevs av Cockerell och Casad 1895. Den ingår i släktet citronbin och familjen korttungebin. Inga underarter finns listade i Catalogue of Life.

## Beskrivning
Hylaeus rudbeckiae är ett litet (hanen blir 4,5 mm lång), långsträckt, svart bi. Hanen har en omfattande, blekgul mask på större delen av ansiktet upp till antennfästena. Även honan har en sådan mask, men den är mindre omfattande och uppdelad i tre triangelformade fält. Benen är randiga i blekgult och brunsvart. Vingarna är halvgenomskinliga med rödbruna ribbor.

## Ekologi
Arten flyger mellan juni och augusti. Den är polylektisk, den hämtar pollen och nektar från blommande växter ur många olika familjer, som flockblommiga växter, korgblommiga växter, dunörtsväxter, vallmoväxter och slideväxter.

## Utbredning
Arten har påträffats i östra Nordamerika nära gränsen mellan Kanada och USA från Minnesota över Wisconsin till Ontario, samt i Connecticut.